# Трофи

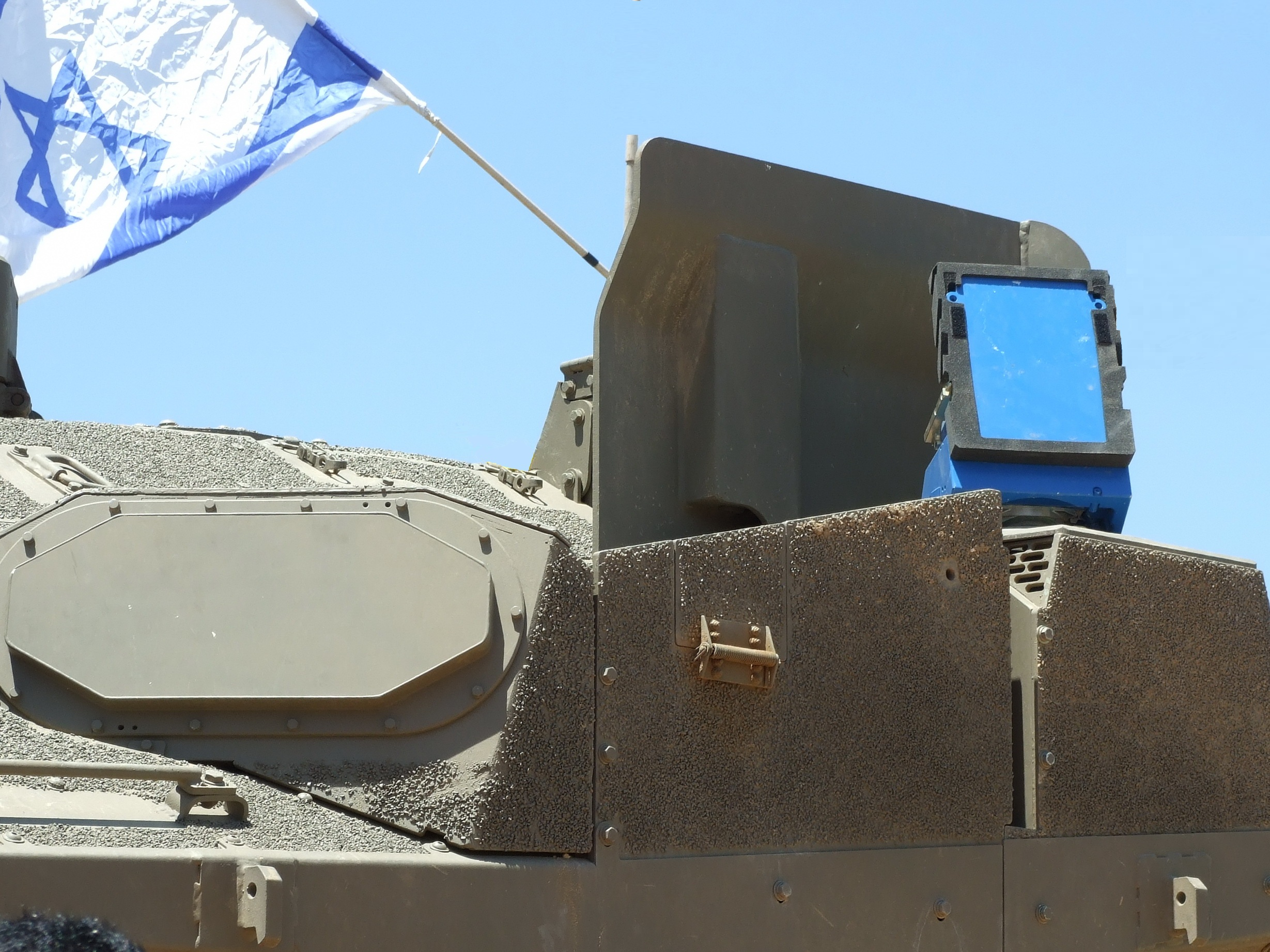
Трофи: радар и симулятор пускового устройства

Трофи (англ. Trophy, также ASPRO-A — сокращённое англ. Armoured Shield Protection - Active; ивр. מעיל רוח‎, «Меиль руах», буквально «Ветровка») — израильская система активной танковой защиты.

## История создания
Была официально представлена 8 марта 2005 года на 2-й международной конференции/выставке по конфликтам малой интенсивности (LIC) в Тель-Авиве, проходившей с 7 по 10 марта. Разработана в Израиле, является результатом 10-летней совместной работы фирм «Рафаэль» (Rafael Armament Development Authority) и Israel Aircraft Industries/«Elta», возглавляемой управлением НИОКР министерства обороны и финансируемой также министерством обороны. Концерн «Рафаэль» является главным подрядчиком по этой программе.

## Конструкция

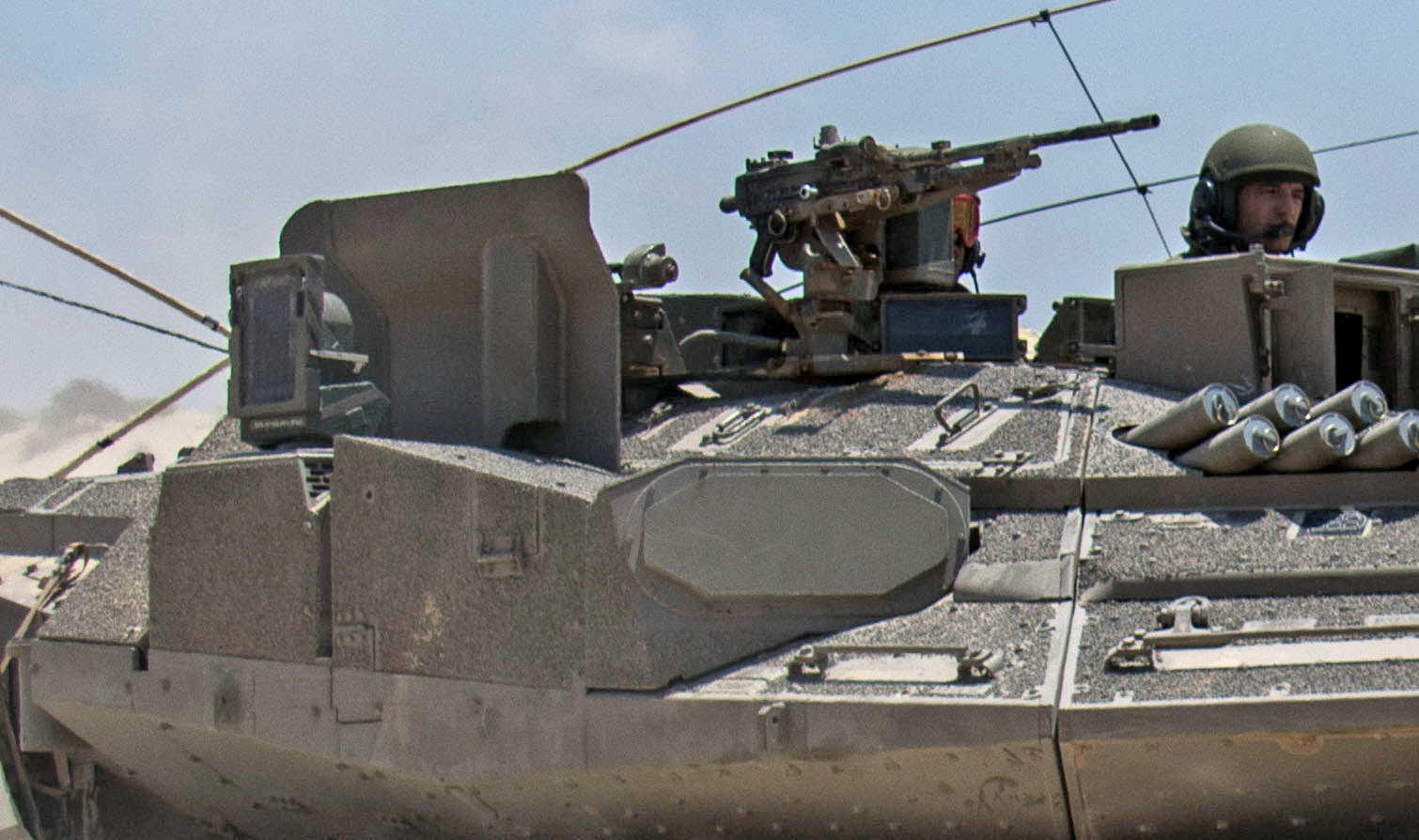
«Ветровка», смонтированная на танке Merkava Mk. 4m

Предназначена для защиты танков от противотанковых ракет (ПТУР и РПГ). Система создаёт над танком защищаемую контролируемую полусферу, в верхней части танка остается незащищенной воронка, примерно в 70 градусов.
Состоит из РЛС EL/M-2133 фирмы «Elta», которая обнаруживает и идентифицирует направленные на танк ПТУР и реактивные гранаты, приводит в действие пусковые установки, выбрасывающие навстречу перехватчики, которые разрушают боеголовку прежде, чем она нанесет удар. РЛС оснащена четырьмя фазированными антенными решётками, размещенными на передней и кормовой частях и бортах платформы, и обеспечивающими защиту в секторе 360°, и двумя разработанными фирмой Rafael установками для уничтожения подлетающих средств поражения, размещенными на каждом борту платформы.
Базовая версия, разработанная для установки на танках «Меркава», весит 771 кг и имеет автоматическую систему перезарядки. «Трофи Лайт» (ASPRO-A-L), которой может оснащаться различная бронетанковая техника весом 15-30 т, также имеет автоматическую систему перезарядки, уменьшенную пусковую установку и весит 454 кг. «Трофи Ультра-Лайт» (ASPRO-A-UL), предназначенная для более лёгких аппаратов, весит только 270 кг, имеет только несколько «противоснарядов» и не оснащена автоматической системой перезарядки.
Система способна отражать одновременно несколько атак с разных сторон.
После войны 2006 года было принято решение об оснащении танка «Меркава Mk.4» системой «Трофи» (танк изначально имел возможность установки активной защиты, но вследствие недостаточного финансирования не оснащался ею).
Танки с устанавленной системой Трофи обозначаются как «Меркава Mk.4M». Стоимость одной такой системы составляет 200 тыс. долл.

## Испытания

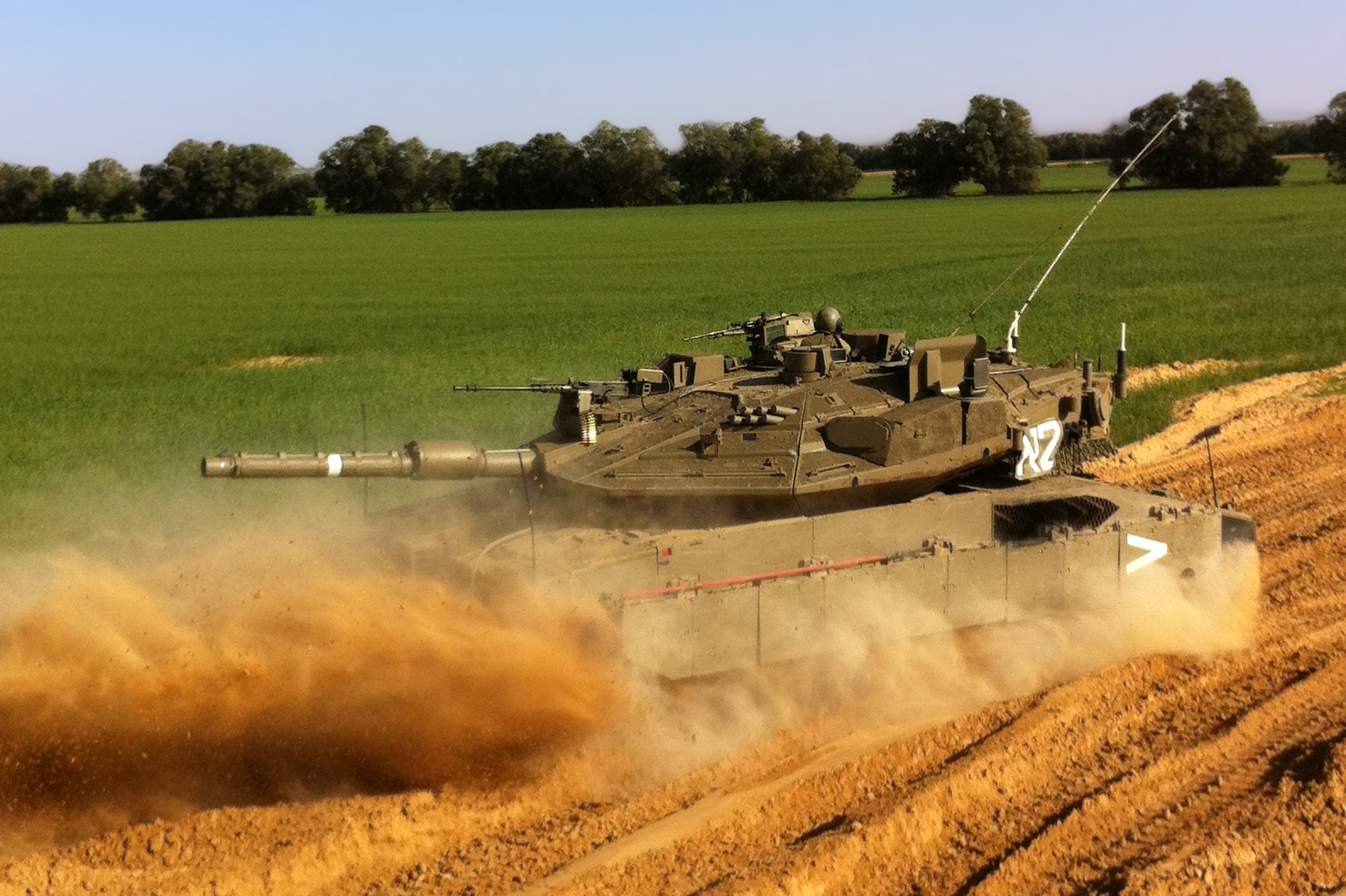
Танк Меркава Mk.4M, оснащённый системой Трофи.

В декабре 2010 года были проведены испытания, в которых система Трофи отразила выстрел ПТУР без боеголовки.

## Применение в боевых условиях
1 марта 2011 года система «Трофи» прошла первое боевое крещение — палестинцы, находившиеся в непосредственной близости от пограничного ограждения с Сектором Газа, обстреляли с короткого расстояния из ручного противотанкового гранатомёта танк 9-го батальона 401 бригады, который проводил патрулирование территории. Система «Трофи» моментально зафиксировала выстрел и выпустила средства нейтрализации, в результате чего ракета взорвалась в воздухе на безопасном расстоянии. Ни танку, ни танкистам не был причинён ущерб. Танк выпустил по нападавшим снаряд, при взрыве которого один из них был ранен.
20 марта 2011 года система «на подлёте» уничтожила ракету, выпущенную по израильскому танку к востоку от Газы.
14 июля 2014 года система защитила Танк Меркава 4 на границе сектора Газа.[уточнить]. В ходе конфликта июля 2014 года системе удавалось перехватывать выстрелы таких противотанковых средств как РПГ-29, ПТРК «Конкурс» и «Корнет».

### Вне боевых
Нет данных о каких либо нареканиях со стороны военных к КАЗ Трофи, единственным инцидентом стал обстрел Трофи находящегося рядом БТР (2013 год).

## Оценка эффективности
21 апреля 2019 года в статье журнала «Популярная механика» КАЗ «Трофи», которым оснащаются танки Меркава, был оценён как один из лучших в мире, так как эффективность его доказана в реальных боевых действиях против гранатометов и ПТРК, в отличие от остальных подобных систем. По утверждению Александра Плеханова Trophy HV делает танки Меркава практически неуязвимыми для противотанковых ракет и гранат, но недостаток Trophy в том, что комплекс бессилен против современных снарядов, летящих со скоростью 1500−1700 м/с, что превышает предел реакции системы для выстрела контрбоеприпаса.
10 октября 2024 года компания «Рафаэль» объявила о существенной модернизации систем активной защиты танков «Меиль Руах» с учетом опыта боевых столкновений с ХАМАСом и Хезболлой. Модернизированная система, согласно опубликованному заявлению, способна защитить танк «не только от противотанковых ракет, но и от дронов-камикадзе, мультикоптеров, способных сбросить боеприпас на крышу танка, и ракет, движущихся по баллистической траектории».